# Springeria longirostris
Springeria longirostris is een vissoort uit de familie van de pootroggen (Anacanthobatidae). De wetenschappelijke naam van de soort is voor het eerst geldig gepubliceerd in 1962 door Bigelow & Schroeder.